# Gold Coast Football Club
O Gold Coast Football Club, conhecido como "The Suns", é um clube profissional de futebol australiano que compete na Australian Football League (AFL). O clube foi fundado em 2011, em Gold Coast, Queensland, Austrália, O clube tem sede de treinamento e administração e manda seus jogos no Metricon Stadium. 